# Oskar Meyer-Elbing
Oskar Meyer-Elbing, właśc. Oskar Edwin Adalbert Meyer-Elbing (ur. 24 lipca 1866 w Elblągu, zm. 8 kwietnia 1938 w Wiesbaden) – niemiecki malarz, rysownik, portrecista.

## Życiorys
Meyer-Elbing urodził się w Elblągu (dawn. Elbing). Studiował przed 1890 w Akademii Sztuk Pięknych w Monachium pod kierunkiem Emila Neidego i Carla Gustafa Hellqvista, a także kształcił się w Berlinie pod okiem Paula Friedricha Meyerheima. Pod koniec XIX wieku odbywał podróże na Bliski Wschód, tworząc obrazy o tematyce orientalnej. Był malarzem na dworze tureckiego sułtana, który w 1893 odznaczył go orderem. Następnie zamieszkał w Łodzi – początkowo jego atelier znajdowało się przy ul. Orlej 19, a następnie przy ul. Widzewskiej 122 (obecnie ul. J. Kilińskiego), która była otwartą pracownią, w której również uczył malarstwa. Prezentował swoje prace w Łodzi na Wystawie Okrężnej w 1903, a następnie Wiosennej w 1905. W 1906 wyjechał do Wiesbaden, gdzie jego twórczość zdobyła uznanie. W 1911 portretował księcia Ernsta Ludwiga von Hessena, a jego twórczość publikowała prasa.

## Odznaczenia
- Order Lwa i Słońca III klasy (Persja)
- Krzyż Honorowy Oficerski Orderu Schaumburg-Lippeńskiego
- Order tureckiego sułtana (1893)[3]
- Order Królewski Korony IV klasy (1912) – za namalowanie dla wiesbadeńskiego oficerskiego kasyna obrazu cesarza w mundurze artyleryjskim[4]
- około ośmiu innych orderów[5]